# Holger Danske (Schiff, 1976)
Die Holger Danske war eine 1976 gebaute Fähre der Reederei Scandlines. Sie verkehrte zuletzt auf der Vogelfluglinie über den Fehmarnbelt zwischen Puttgarden und Rødbyhavn und wurde 2022 verschrottet.

## Geschichte
Die Fähre wurde unter der Baunummer 213 auf der Aalborg Værft in Aalborg als Eisenbahnfähre für den Fährverkehr der Danske Statsbaner über den Öresund zwischen Helsingør in Dänemark und Helsingborg in Schweden gebaut. Die Kiellegung fand am 7. November 1975, der Stapellauf am 25. Februar 1976 statt. Ursprünglich war der Stapellauf für den 23. Februar 1976 geplant. Wegen Niedrigwasser im Limfjord wurde er jedoch um zwei Tage verschoben. Die Fertigstellung der Fähre erfolgte am 20. Juni 1976. Sie wurde am 24. Juni des Jahres zwischen Helsingør und Helsingborg in Dienst gestellt. Beim Bau der Fähre wurde auf die Erfahrungen der Ende der 1960er-/Anfang der 1970er-Jahre für die Danske Statsbaner gebauten Eisenbahnfähren Najaden, Karnan und Kronborg zurückgegriffen.
Ende 1986 wurde die Fähre auf der Frederikshavn Værft in Frederikshavn modernisiert.
Im Zuge der Indienststellung der neuen Fähren Tycho Brahe und Aurora af Helsingborg auf der Strecke zwischen Helsingør und Helsingborg Anfang der 1990er-Jahre wurden die ab Ende der 1960er-Jahre in Dienst gestellten Fähren überflüssig. Die Holger Danske wurde Ende 1991 auf der Fredericia Skibsværft in Fredericia umfangreich umgebaut und ab dem 2. Februar 1992 zwischen Kalundborg auf der dänischen Insel Seeland und Kolby Kås auf der Insel Samsø eingesetzt, wo sie bis Ende November 1998 verkehrte. 1997 kam das Schiff zu Scandlines, das aus der DSB Rederi entstand, in der die Danske Statsbaner ihr Fährgeschäft 1995 zusammengefasst hatten.
Ab Juni 1999 wurde die Fähre als Frachtfähre über den Fehmarnbelt zwischen Puttgarden und Rødbyhavn eingesetzt. Sie wurde hier insbesondere für den Transport von Gefahrgütern und für Tiertransporte genutzt. Nachdem infolge des Ausbruchs der COVID-19-Pandemie im Frühjahr 2020 der Reiseverkehr zum Erliegen kam und Fährverbindungen teilweise unterbrochen wurden, wurde die Fähre aus der Fahrt genommen und in Rødbyhavn aufgelegt. 2021 wurde sie an das dänische Unternehmen Fornæs Ship Recycling in Grenaa zur Verschrottung verkauft und vom 6. auf den 7. Dezember nach Grenaa überführt. Der Ersatz der Fähre durch einen Neubau war ohnehin vorgesehen.
Benannt war die Fähre nach dem dänischen Sagenheld Holger Danske.

## Technische Daten und Ausstattung
Die Fähre wurde von vier Achtzylinder-Dieselmotoren des Typs Frichs 8185 CU mit jeweils 800 PS Leistung angetrieben, von denen maximal drei gleichzeitig eingeschaltet werden konnten. Die Motoren wirkten über Untersetzungsgetriebe auf jeweils einen Propeller mit Kortdüse an den beiden Enden der Fähre. Die Höchstgeschwindigkeit der Fähre betrug rund 12,5 kn. Für die Stromerzeugung standen vier Generatoren zur Verfügung, die von vier Sechszylinder-Dieselmotoren des Typs Scania GAS 11.05 mit jeweils 204 PS Leistung angetrieben wurden. Die Antriebsmotoren konnten direkt von der Brücke oder vom Maschinenkontrollraum aus gesteuert werden.
Während des Umbaus der Fähre Ende 1991 wurde auch die Antriebsanlage umgebaut. Statt wie bisher nur drei konnten danach alle vier Antriebsmotoren gleichzeitig genutzt werden. Es stellte sich jedoch heraus, dass der Antrieb durch drei Motoren auch für die längere Strecke zwischen Kalundborg und Kolby Kås ausreichte, so dass der vierte Motor in der Regel nur in Ausnahmefällen zusätzlich genutzt wurde. Im Zuge des Umbaus wurde auch die Nutzung der Fähre als Doppelendfähre aufgegeben. Sie wurde mit einem größeren Heckpropeller ausgerüstet. Auch der zweite Propeller, nun der Bugpropeller, wurde ausgetauscht. Er wurde nur noch für Stopp- und Rückwärtsmanöver benötigt. Beide Propeller waren als Verstellpropeller ausgelegt. Für den Bugpropeller wurde zusätzlich eine Kupplung eingebaut, um die Welle bei Vorwärtsfahrt auskoppeln zu können. Der Bugpropeller wurde dann für die Vorwärtsfahrt der Fähre in Segelstellung gestellt.
Das Wagendeck befand sich auf dem Hauptdeck. Es war größtenteils umbaut. Die nutzbare Durchfahrtshöhe betrug 4,7 m. An beiden Enden der Fähre befanden sich nach oben aufklappbare Visiere. Auf dem Wagendeck konnten sechs Güterwagen und drei Lkw mit 26 m Länge oder bis zu 60 Pkw befördert werden. Es stand circa 80 m Gleis an Bord zur Verfügung. Die Passagierkapazität der Fähre betrug 640 Personen.
Unterhalb des Wagendecks befanden sich die Unterkünfte der Schiffsbesatzung sowie verschiedene Lager und technische Betriebsräume. Der Maschinenraum war hier im Mittschiffsbereich untergebracht. Oberhalb des Wagendecks befand sich das Deck mit den Einrichtungen für die Passagiere. Auf diesem Deck befanden sich ein Kiosk und zwei Salons mit Sitzgelegenheiten für 84 bzw. 170 Passagiere an den beiden Enden. In dem größeren der beiden Salons war ein Selbstbedienungsrestaurant eingerichtet. Im Zuge des Ende 1986 durchgeführten Umbaus der Fähre wurde der Kiosk durch einen kleinen Supermarkt ersetzt und die Anzahl der Sitzplätze im größeren der beiden Salons auf 96 reduziert.
Über dem Passagierdeck befand sich an beiden Enden jeweils ein Steuerhaus. Dahinter waren an einem Ende Unterkünfte für die Decksoffiziere sowie technische Betriebsräume eingerichtet. Auf dem Oberdeck gab es ein Sonnendeck mit 48 Sitzplätzen.
Im Zuge des Umbaus Ende 1991 wurde das Gleis entfernt und das Fahrzeugdeck im vorderen Bereich der Fähre als Wetterschutz und zum Schutz vor überkommendem Wasser vollständig geschlossen. Auf dem Fahrzeugdeck standen nun drei Pkw-Fahrspuren zur Verfügung. Auf dem Passagierdeck wurden der Supermarkt entfernt und die Salons umgebaut sowie ein Kinderspielbereich eingerichtet. Die Passagierkapazität der Fähre betrug nun im Sommerhalbjahr 600 und im Winterhalbjahr 370 Personen. In den 1990er-Jahren waren auf dem Fahrzeugdeck zeitweise vier Fahrspuren für Pkw eingerichtet und auf einer Seite der Fähre ein zusätzliches Deck mit einer Fahrspur eingehängt, das über herunterklappbare Rampen zugänglich war.
Als Frachtfähre über den Fehmarnbelt vermarktete Scandlines die Fähre noch mit einer Kapazität von acht Lkw auf zwei Fahrspuren und zwölf Passagieren.